# Quận Lafayette, Florida
Quận Lafayette là một quận thuộc tiểu bang Florida, Hoa Kỳ. Quận lỵ đóng ở Mayo6. 
Dân số theo điều tra năm 2000 của Cục điều tra dân số Hoa Kỳ là 7022 người. Dân số năm 2005 là 7.773 người.

## Địa lý
Theo Cục điều tra dân số Hoa Kỳ, quận này có diện tích 1419 km2, trong đó có 13 km2 là diện tích mặt nước.